# Brabourne
Brabourne – wieś i civil parish w Anglii, w Kent, w dystrykcie Ashford. W 2011 civil parish liczyła 1309 mieszkańców. Brabourne jest wspomniana w Domesday Book (1086) jako Brade/Breburne. W obszar civil parish wchodzą także West Brabourne i Brabourne Lees.